# Желудочно-резистентные таблетки
Желудочно-резистентные таблетки — таблетки, устойчивые в желудочном соке и высвобождающие лекарственное вещество или вещества в кишечнике.
Получают путём покрытия таблеток желудочно-резистентной оболочкой (кишечно-растворимые таблетки) или прессованием гранул и частиц, предварительно покрытых желудочно-резистентной оболочкой или прессованием лекарственных веществ в смеси с желудочно-резистентным наполнителем (дурулы).
Некоторые из наиболее важных причин для использования кишечнорастворимой оболочки:
1. Защита кислоточувствительных препаратов от воздействия желудочных жидкостей, например, ферментов и некоторых антибиотиков.
2. Предотвращение желудочного дискомфорта или тошноты, вызванных раздражающим действием препарата, например, салицилата натрия.
3. Доставка лекарств, предназначенных для местного действия в кишечнике, например, кишечных антисептиков, в концентрированной форме.
4. Доставка лекарств к основному месту их всасывания в наиболее концентрированной форме, например, препаратов, оптимально всасывающихся в тонком кишечнике или толстом кишечнике.
5. Обеспечение компонента замедленного высвобождения для таблеток с повторным действием.[2]